# Izaak Walton
Izaak Walton, född omkring 1594 i Stafford, död 15 december 1683 i Winchester, var en engelsk författare och järnkrämare.

## Biografi
Walton bosatte sig i London, där han började arbeta som järnhandlare i en liten butik i Exchange i Cornhill. År 1614 hade han en butik på Fleet Street, två nummer väster om Chancery Lane i  St Dunstans. Han blev kyrkvärd och vän med kyrkoherden, John Donne, och blev medlem i Ironmongers Company (järnhandlarskrået) i november 1618.
Efter rojalisternas nederlag vid Marston Moor 1644, slutade Walton med sin handel. Han flyttade tillbaka till en plats norr om sin födelseort, mellan staden Stafford och staden Stone, där han hade köpt lite mark intill en liten flod. Hans nya mark i Shallowford omfattade en gård och ett markskifte. Från 1650 bodde han i Clerkenwell i London. Den första upplagan av hans berömda bok The Compleat Angler publicerades här 1653, översatt till svenska 1945. Den har givits ut i mer än 350 upplagor i England.
De sista fyrtio åren av sitt liv ägnade han åt att besöka framstående präster och andra som roat sig med fiske och sammanställde biografier över människor han uppskattade, och samlade in information för Compleat Angler. Efter 1662 fann han ett hem på Farnham Castle hos George Morley, biskop av Winchester, till vilken han dedicerade biograferna över George Herbert och  Richard Hooker.
Åtminstone två organisationer har inspirerats av och uppkallats efter Izaak Walton. Inspirerad av hans sportfiskebok bildade Barron Collier Izaak Walton Fly Fishing Club 1908 på Fort Myers i Florida. Den ansågs vara en av de mest exklusiva sportklubbarna i världen. The Izaak Walton League är en amerikansk fritidsorganisation, som bildades i Chicago 1922, för att bevara floder. Izaak Walton Hotel från 1600-talet vid södra änden av Dovedale är en bekräftelse på Waltons nära samröre med denna flod, och hotellet äger också fiskerättigheter för floden Dove från bredden av Staffordshire.